# Un anno sull'Altipiano
Un anno sull'Altipiano è un romanzo storico di Emilio Lussu che egli presenta come un libro di memorie:
(Emilio Lussu, Un anno sull'altipiano, Prefazione.)
Ambientato sull'altopiano di Asiago, è una delle maggiori opere della letteratura italiana sulla prima guerra mondiale. Il romanzo fu scritto tra il 1936 ed il 1937 in un sanatorio di Clavadel, nella frazione omonima del comune svizzero di Davos. Racconta, per la prima volta nella letteratura italiana, l'irrazionalità e insensatezza della guerra, della gerarchia e dell'esasperata disciplina militare al tempo in uso. A lungo considerato una cronaca fedele degli avvenimenti risalenti al periodo passato da Lussu come ufficiale della Brigata Sassari, è stato successivamente oggetto di una sostanziale critica storiografica, che ne ha ridimensionato fortemente la valenza di cronaca di avvenimenti reali, riconducendolo al ruolo di romanzo storico.

## Origine
Prima dello scoppio della Grande Guerra, Emilio Lussu era uno studente universitario e fu un acceso interventista nel periodo che precedette la dichiarazione delle ostilità. Arruolatosi come volontario insieme a Giuseppe Tommasi, fu con quest'ultimo destinato a prestare servizio come sottotenente nella Brigata Sassari, unità composta quasi esclusivamente da sardi. Nelle file di questa unità, Lussu divenne uno degli ufficiali più valorosi e noti, tanto da guadagnarsi l'apprezzamento dei superiori e meritare durante il conflitto ben quattro decorazioni al valore in riconoscimento delle innumerevoli azioni ardite effettuate e dell'ascendente esercitato sugli uomini.
Terminato il conflitto, Lussu fondò insieme a Camillo Bellieni il Partito Sardo d'Azione, contrapponendosi alla progressiva presa di potere da parte dei fascisti. Fallito un tentativo di negoziazione e convergenza tra azionisti e fascisti, di cui egli stesso fu protagonista, Lussu si schierò su posizioni sempre più antagoniste, partecipando alla Secessione dell'Aventino conseguente all'uccisione di Giacomo Matteotti. La ferma ostilità nei confronti del Fascismo lo portò, allorquando tutti i partiti di opposizione furono soppressi, ad essere condannato a cinque anni di carcere da scontarsi nell'isola di Lipari.
Fuggito dalla prigionia, si riparò all'estero, aderendo successivamente al movimento Giustizia e libertà. Negli anni dell'esilio maturò una diversa coscienza nei confronti della sua esperienza militare e in generale su valore della Grande Guerra, connettendola con l'avvento del Fascismo. Nel periodo dell'esilio diede corpo alle sue riflessioni scrivendo prima Marcia su Roma e dintorni, e quindi Un anno sull'Altipiano. Lussu, nella prefazione all'edizione del 1960 di quest'ultima opera, offre importanti informazioni sulla sua genesi:
(Emilio Lussu, Un anno sull'altipiano, Prefazione.)
Quest'ultima opera, dunque, fu redatta in un contesto e in condizioni d'animo molto diverse da quelle che ne avevano caratterizzato il periodo pre-bellico e le azioni durante il conflitto. La narrazione rispecchia dunque le mutate condizioni dell'autore, andando a rileggere in chiave negativa l'intera esperienza bellica, e riportando in forma romanzata sia episodi realmente avvenuti, che accadimenti che non trovano riscontro nella realtà storica.

## Trama
(Mario Rigoni Stern, Introduzione all'edizione del febbraio 2000, p. 1)
Nascosti sotto numeri di unità e nomi fittizi, nel romanzo si riportano avvenimenti riconducibili al periodo passato dalla Brigata Sassari sull'Altipiano dei Sette Comuni tra il giugno 1916 e il luglio 1917. Sotto i nomi convenzionali del 399º e 400º Reggimento Fanteria - ordinali non presenti nell'elenco dei reggimenti del Regio Esercito - si nascondono infatti il 151º e 152º Reggimento fanteria della brigata.
Alla fine del maggio 1916, l'unità che combatteva sul Carso, fu trasferita e, percorrendo in treno la pianura veneta, raggiunse, a marce forzate, l'altopiano di Asiago nel quale era in corso l'offensiva austriaca ricordata come Strafexpedition e a cui Lussu si riferisce, non con questo nome, ma con l'espressione: «la grande offensiva, fra il Pasubio e Val Lagarina». Arrivata nella nuova zona d'operazioni, la Sassari operò tra il Monte Fior e il Monte Zebio, comportandosi valorosamente e di fatto contribuendo a fermare il tentativo di invasione austroungarica. A tal proposito scrive Lussu: «La nostra resistenza sul Pasubio e la grande offensiva scatenata dai russi in Galizia li avevano obbligati a sospendere l'azione sull'Altipiano.» Dopo aver passato l'inverno in trincea, nel giugno del 1917 la Sassari partecipò all'offensiva dei battaglioni alpini sull'Ortigara, riprendendo l'offensiva sul monte Zebio. A tal proposito scrive Mario Rigoni Stern:
(Emilio Lussu, Un anno sull'altipiano, Breve nota storica.)
Il racconto di Lussu si interrompe prima dell'offensiva della Bainsizza e della successiva rotta di Caporetto.
Nella narrazione di Lussu vengono riportati gli aspetti salienti della vita in trincea, descrivendo le sofferenze degli uomini in combattimento, l'atmosfera di paura prima di un assalto e durante i bombardamenti dell'artiglieria avversaria, le enormi perdite per conquistare pochi metri di terreno e trincee avversarie che venivano quasi regolarmente perdute dopo poco.
La critica verso gli ufficiali superiori e i generali che erano responsabili della condotta dei combattimenti è senza dubbio feroce, e riflette gli accenti di aspro antimilitarismo che caratterizzava l'autore al momento della redazione del romanzo. Vengono riferiti episodi di carrierismo e di ottusa insensibilità, frammisti alla feroce carneficina della guerra. Il più famoso degli eventi narrati è quello dell'uccisione da parte dei soldati di un maggiore che aveva ordinato una incongrua decimazione dei soldati. Nel successivo processo, il sottotenente che aveva avuto parte nella ribellione dei soldati viene a sua volta fucilato.

## Personaggi

### Citati direttamente nel testo
- Generale Leone. Insensibile e fanatico, temuto ed odiato dagli uomini, questo personaggio rappresenta nel romanzo l'archetipo del generale distante dagli uomini e pronto a mandarli al massacro senza risparmio. Il testo lascia anche intendere che soffriva di seri problemi mentali:

 Quando lasciò la divisione, gli uomini festeggiarono per una settimana. Questa figura è tradizionalmente ricondotta al generale Giacinto Ferrero, sebbene alcuni autori indichino come possibile candidato anche il generale Carlo Carignani - probabilmente è ispirata ad un misto dei due.
- Tenente colonnello Michele Carriera. Focalizzato sull'ascesa della scala gerarchica, allineato alle visioni del generale Leone, rimane ferito ad un braccio durante un'azione e rimane al proprio posto il tempo necessario ad autoproporsi per una medaglia d'argento al valore. Probabilmente identificabile in Emanuele Pugliese.
- Tenente colonnello Abbati. Vecchio ufficiale, proveniente da una famiglia di ufficiali («insomma io ho in corpo otto generazioni di ufficiali[14]») presente anche nella battaglia di Adua. Fortemente critico nei confronti del comando italiano e di quello austriaco, discorre con Lussu e si meraviglia del fatto che non beva liquori (addirittura si annota questo fatto in un taccuino). Del tipo di guerra che sta combattendo dice: «Io mi difendo bevendo. Altrimenti sarei già al manicomio[14]».
- Maggiore Ruggero Melchiorri. Da poco arrivato dalla Libia e non abituato alla guerra di trincea, cerca di gestire il proprio disagio tra alcool e cieca severità. Protagonista del tentativo di decimazione e quindi vittima delle fucilate dei suoi uomini. In questo personaggio è stato riconosciuto il maggiore Francesco Marchese[15].
- Capitano Canevacci. Ufficiale fortemente critico nei confronti dei suoi superiori, muore durante un attacco alle trincee austriache, colpito al petto.[16]
- Capitano Fiorelli. Si tratta in realtà del capitano Pasqualino "Lino" Fior. Protagonista sia nella finzione che nella realtà dell'episodio dell'uccisione del maggiore Melchiorri/Marchese, si presentò come responsabile e fu processato. Morì poi suicida nel dopoguerra.
- Capitano Zavattari: Il generale Leone ordina di far fucilare un soldato che stava solamente eseguendo ordini. Il capitano riesce, grazie ad uno stratagemma (facendo cioè credere al generale di averlo fucilato), a salvare il soldato.[7]
- Tenente Mastini. Amico di Lussu e veterano, come quest'ultimo, del Carso. Si mettono a sedere dietro la trincea ed iniziano a parlare di vari argomenti e, ad un certo punto, iniziano entrambi a fumare. Dalle linee austriache parte un colpo isolato che lo uccide.
- Tenente Ottolenghi. Voce antagonista della storia, tenta più volte di far uccidere il generale Leone e di istigare i propri colleghi alla ribellione, marciando fino a Roma.
- Tenente Grisoni. Ufficiale di cavalleria aggregato alla Sassari, continua a mantenere le sue mostrine da cavaliere. Sempre di buonumore, costantemente con la pipa in bocca, si rende protagonista di una serie di episodi tra lo scanzonato ed il valoroso. In questa figura è riconoscibile Alfredo Graziani.
- Tenente Avellini. Voce entusiastica della storia. Ufficiale di carriera con aspirazioni verso il corpo di Stato Maggiore, amico di Lussu, viene gravemente ferito durante i combattimenti del 10 giugno 1917 sul monte Zebio e muore in un ospedaletto da campo. Sul letto di morte riceve da Lussu la notizia della promozione a capitano per merito di guerra e della concessione della medaglia d'argento, che riceve con stanca indifferenza. Prima di spirare, affida a Lussu un pacco di lettere d'amore da riconsegnare alla fidanzata.
- Sottotenente Montanelli: Prima della guerra era studente in ingegneria all'Università di Bologna. Trova Lussu che sta leggendo, si conoscevano già, e gli dice che si dovrebbe vergognare. Dopo un breve scambio di battute conclude la conversazione in modo amaro: «Bere e vivere. Cognac. Dormire e vivere e cognac […] E non pensare a niente. Perché, se dovessimo pensare a qualcosa, dovremmo ucciderci l'un l'altro, e finirla una volta per sempre. E tu leggi?[17]»
- Aspirante Perini. "Giovanissimo e malaticcio, egli non aveva mai preso parte a nessun combattimento".[18] Si trova, a Monte Fior, in prima linea, sotto il fuoco austriaco. D'un tratto si dà alla fuga e con la faccia stravolta urla: Hurra! Hurra!
- Zio Francesco. Il più vecchio soldato della compagnia di appartenenza di Lussu, reduce di Libia, capofamiglia (padre di 5 figli), contadino meridionale, con il pensiero spesso a casa e un occhio cinico e disincantato sulla guerra - cadrà sul campo di battaglia. Si offriva volontario per le operazioni più pericolose ed il premio in denaro che riceveva lo mandava alla sua famiglia. Venne tumulato nel cimitero di Gallio.
- Giuseppe Marrasi. Soldato semplice che tenta di sfuggire ai combattimenti effettuando più tentativi di diserzione verso la trincea austriaca. L'ultimo gli è fatale, in quanto la linea italiana apre il fuoco su di lui e lo uccide.

### Citati indirettamente nel testo
- Gabriele Berardi. Primo comandante della Brigata in combattimento, rimase gravemente ferito da uno scoppio di granata e spirò all'ospedaletto da campo di Villesse, meritando la medaglia d'oro al valor militare[19]. Viene citato anonimamente nelle prime pagine del romanzo, riferendo il fatto che il tenente Grisoni/Graziani fosse suo ufficiale d'ordinanza[20].
- Stanislao Mammucari. Comandante del 151º Reggimento fanteria - nella finzione libraria, il 399° - unità in cui Lussu prestava servizio. Viene citato più volte nel corpo del testo come "il colonnello".
- Armando Tallarigo è il generale comandante della Sassari che compare nel racconto mentre al riparo di una caverna cerca inutilmente di comunicare alla radio con i comandi superiori durante il bombardamento di monte Zebio ed ha un breve quanto intenso colloquio con Lussu[21].

## Il tema dell'alcool
Nel testo troviamo vari riferimenti all'alcool. Nel capitolo IV troviamo un tenente colonnello (nel sesto capitolo sapremo che si chiama Abbati) il quale afferma che di fronte ad una guerra terribile come quella che stanno combattendo:
(Emilio Lussu, Un anno sull'altipiano)
Nel capitolo VI troviamo la descrizione di un attacco austriaco alle nostre linee. Ebbene i soldati che vi partecipavano avevano bevuto da poco:
(Emilio Lussu, Un anno sull'altipiano)
Nel capitolo X le nostre truppe stanno per attaccare nottetempo le trincee austriache e :
(Emilio Lussu, Un anno sull'altipiano)

## Critica
(Giulio Angioni)
Il fatto che anche a ottant'anni dalla sua pubblicazione Un anno sull'Altipiano continui regolarmente a essere ristampato è un indice del valore narrativo del libro. Nonostante sia stato a lungo trascurato dai critici sia accademici che militanti, vi sono recenti letture che mettono in luce la qualità letteraria di questa e altre opere di Lussu (come Marcia su Roma e dintorni), e sostengono che nelle pagine di questo memoriale-romanzo si anticipino tecniche e idee della successiva letteratura del XX secolo.
L'opera è stata a lungo considerata una fedele e documentaristica narrazione delle esperienze di guerra del capitano Lussu. Egli stesso, tuttavia, nell'incipit del libro scrive chiaramente che il contenuto del volume è costituito unicamente dagli episodi che lo hanno maggiormente colpito durante il periodo descritto, senza alcuna pretesa di storicità:
(Emilio Lussu, Un anno sull'altipiano)
A cavallo tra il XX e il XXI secolo, tuttavia, la critica storiografica ha proceduto ad una rilettura delle vicende narrate da Lussu, andando a cercare riscontro degli eventi nei diari della Brigata Sassari custoditi presso l'archivio dello Stato Maggiore dell'Esercito e incrociandoli con le fonti memorialistiche prodotte in particolare da Leonardo Motzo, Giuseppe Tommasi e Sardus Fontana. I primi a formulare tale critica sono stati gli storici Paolo Pozzato e Giovanni Nicolli, che hanno consultato tutta la documentazione esistente sulla Brigata Sassari nel periodo in cui ne faceva parte Lussu, evidenziando una serie d'incongruenze. Le loro tesi sono state indipendentemente riprese e integrate da Ferdinando Scala e Lorenzo Cadeddu, i quali hanno rispettivamente narrato in maniera completa le vicende della Brigata Sassari nel periodo d'interesse e studiato l'episodio della fucilazione del maggiore Marchese. In particolare, è stato evidenziato che tutti gli imputati del processo per la morte dell'ufficiale furono assolti con formula piena.

## Filmografia
Dal romanzo hanno preso ispirazione Mario Monicelli e gli sceneggiatori del film La grande guerra (1959), tanto da proporre l'accreditamento di Lussu come "co-sceneggiatore", e Francesco Rosi per Uomini contro (1970) con Gian Maria Volonté.

## Edizioni
- Emilio Lussu, Un anno sull'altipiano, Parigi, Le lettere italiane, 1938
- Emilio Lussu, Un anno sull'altipiano, Torino, Einaudi, 1945
- Emilio Lussu, Un anno sull'altipiano, Torino, Einaudi, 1960.
- Emilio Lussu, Un anno sull'altipiano, audiolibro 64 voci, Roma, Emons & Mab Teatro & Fondazione di Sardegna, Italia, 2016 Regia Daniele Monachella
- Emilio Lussu, Un anno sull'altipiano, audiolibro legge Marco Paolini, RAI Radio 3, Italia, 2017